# Noret-Pehu

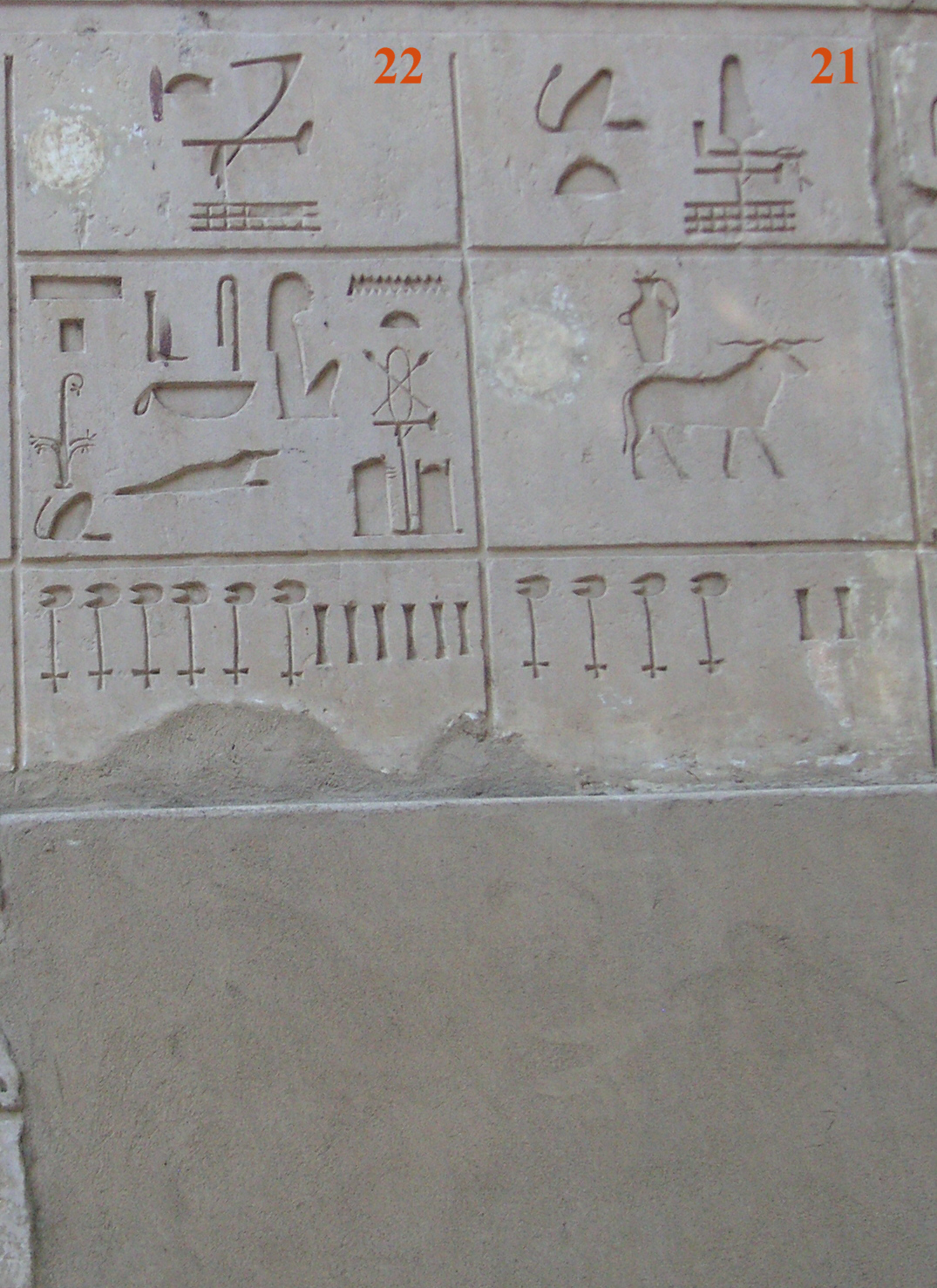
Noret-Pehu, län 21 på "Vita kapellets" vägg i Karnak.

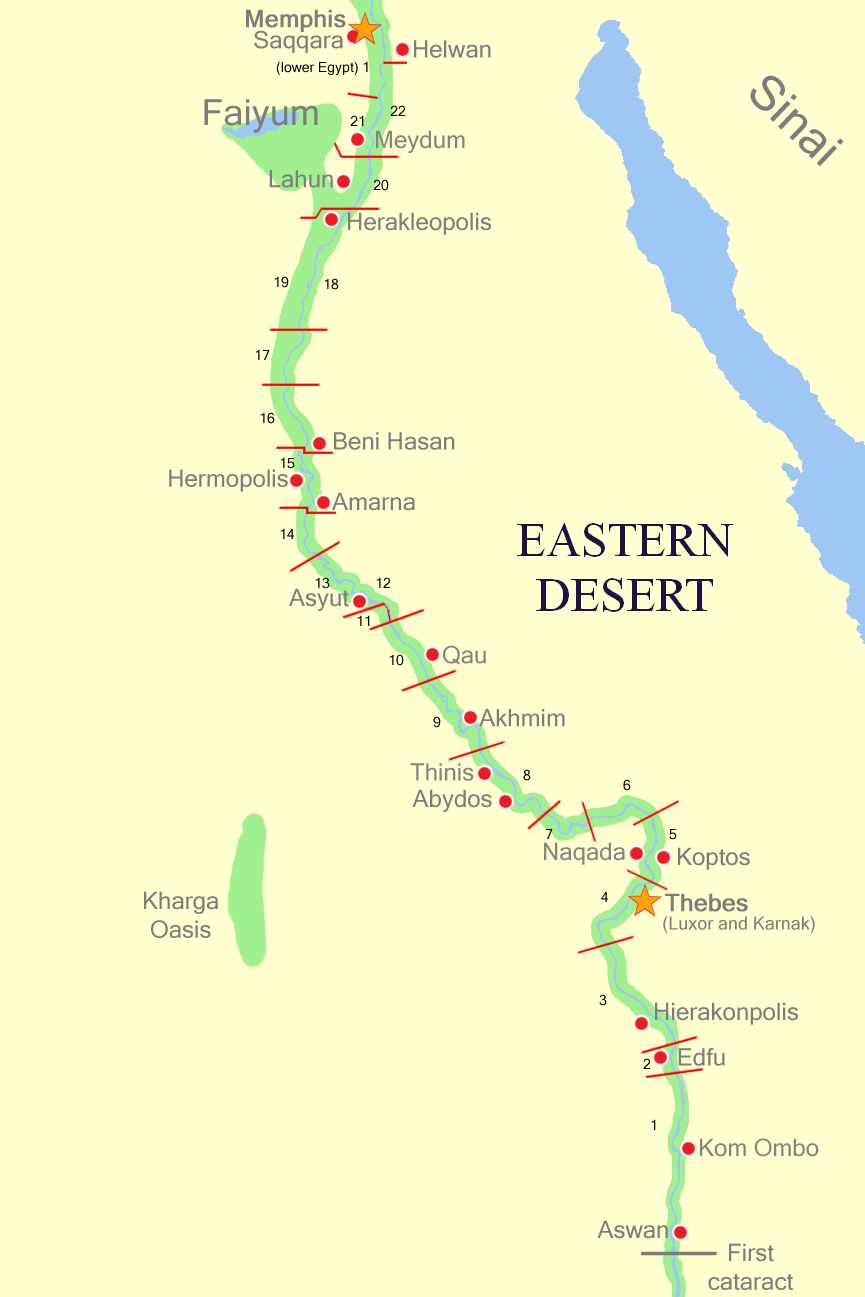
Lägeskarta över nomoi i Övre Egypten.

Noret-Pehu ("Nedre Lagerträdområdet", även Sycamore pehu) var ett av de 42 nomoi (länen) i Forntida Egypten.
| M1 | F22 · R12 · N24 |

Noret-Pehu med hieroglyfer

## Geografi
Noret-Pehu var ett av de 22 nomoi i Övre Egypten och hade nummer 21.
Länets yta var cirka 4 cha-ta (cirka 11,0 hektar, 1 cha-ta motsvarar 2,75 ha) med en längd om cirka 3 iteru (cirka 31 km, 1 iteru motsvarar 10,5 km).
Niwt (huvudorten) var Shedyet/Crocodilopolis-Arsinoe (dagens Fayoum) och övriga större orter var Gerzeh, Shenaken/Akanthon (nära dagens Kafr Ammar), Kafr Turki, Meidum och Tarkhan.

## Historia
Varje län styrdes av en nomark som officiellt lydde direkt under faraon.
Varje Niwt hade ett Het net (tempel) tillägnad områdets skyddsgud och ett Heqa het (nomarkens residens).
Länets skyddsgud var Khnum och bland övriga gudar dyrkades främst Heh, Osiris och Sebek.
Idag ingår området i guvernementet Faijum.